# Лашон ха-ра

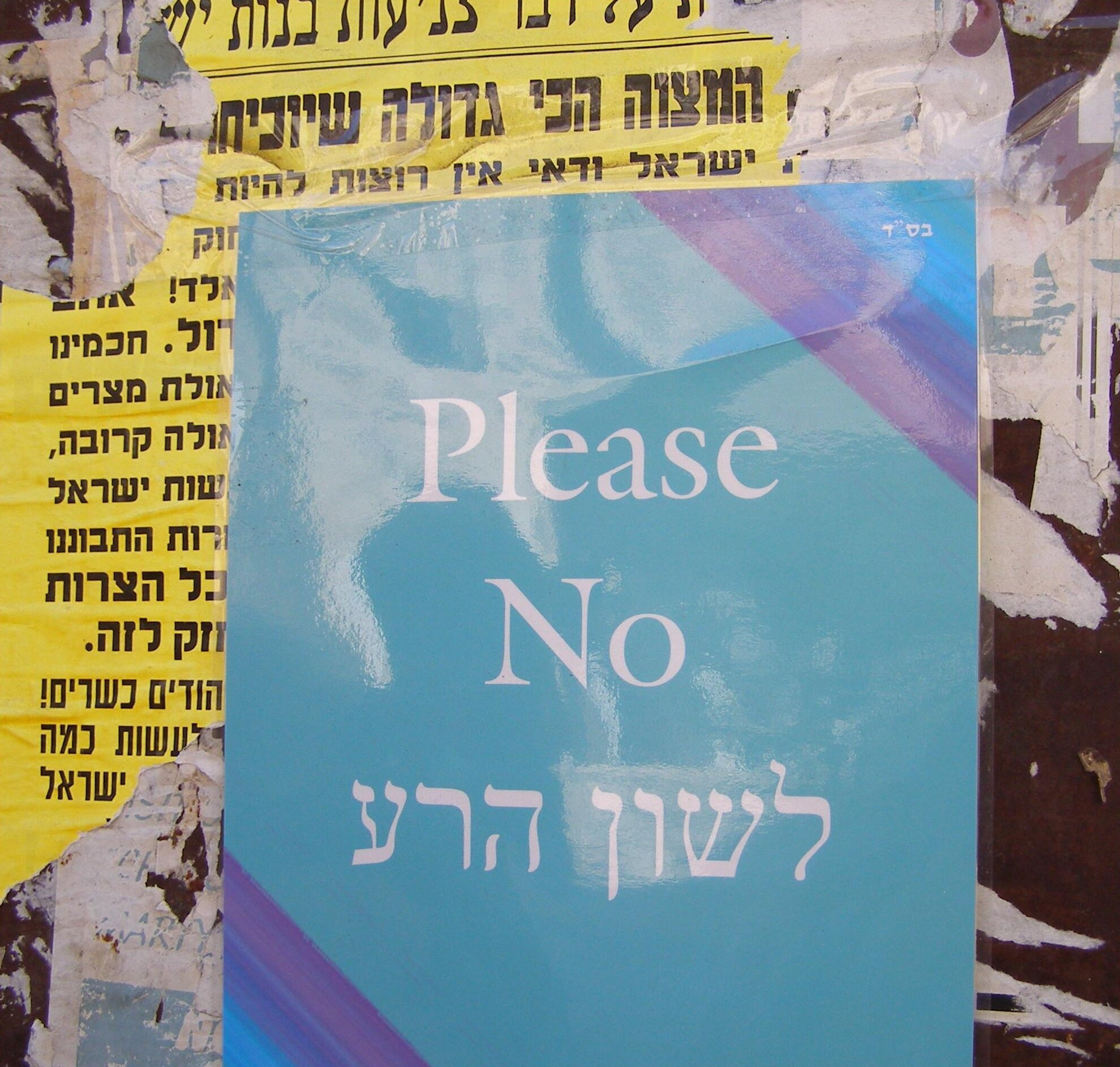
Табличка, запрещающая злословие в квартале Меа-Шеарим

Злоязычие, лашон ха-ра (варианты: лашон Гара, лашон хара, лашон-ара, ивр. לשון הרע‎) в еврейской религиозной традиции — запрет произнесения любых слов, унижающих других (сплетен, компрометации, наговора, в случае, если унизительные замечания правдивы, Лев. 19:16).
Злословие рассматривается как серьёзный грех в еврейской традиции.

Запрещено говорить любые слова, унижающие других. Если унижающее заявление правдиво, оно считается лашон ара. Если оно лживо, то перед нами клевета. Во втором случае нарушение намного страшнее (ведь известно, что чести оклеветанного человека наносится больший урон, чем если бы о нём говорили правду)… Произнося лашон ара, человек нарушает целый ряд заповедей Торы, а именно, 31 заповедь, из которых 17 — запреты, а 14 — постановления, и все они впрямую или косвенно касаются лашон ара.— Раввин Зелиг Плискин

## Определение
Речь считается[кем?] злословием, если она содержит что-то негативное о человеке (или группе людей), не предназначена для исправления (или улучшения) негативной ситуации, и соответствует действительности. Заявления, которые соответствуют этому описанию, считаются[кем?] злословием, независимо от используемого способа коммуникации, будь то посредством личного разговора, письма, телефона, электронной почты, или даже языка тела.
В отличие от этого, хоцаат шем ра («распространение дурного имени»), также называемый хоцаат диба или моци шем ра, состоит из несоответствующих действительности утверждений и более соответствует термину «клевета». Хоцаат шем ра является ещё более серьёзным грехом, чем лашон ара.
Распространение сплетен называется рехилут и также запрещается галахой.

## Этимология
Словосочетание состоит из существительного лашон («язык»), определённого артикля ха и существительного ра («зло»). Существительное лашон на иврите означает одновременно «язык» как орган, и, как и во многих языках, «речь» или «язык», на котором разговаривают. Фраза обычно переводится как «злая речь». Термин соответствует выражению «злословие» в других культурах, таких как Mala lingua на латыни, mauvaise langue на французском, и mala lengua на испанском.

## Хафец Хаим
Раввин Исраэль Меир ха-Коэн написал два главных галахических произведения о злословии: Хафец Хаим («Страждующий жизни», Псалмы 34:13-14) и Шмират ха-лашон («охрана языка»), оба 1873 года. Хафец Хаим перечислял 31 заповедь, связанную с речью, упомянутую в Торе. Английская адаптация Guard Your Tongue (2002) антологизирует материал этих двух книг.
Раввин Исраэль Меир ха-Коэн (Хафец-Хаим) подчёркивал тяжесть греха злословия и достиг широкого признания. Он стал известен в мире по названию своей самой популярной книги, посвящённой законам злословия — «Страждущий жизни», название которой взято из Книги Псалмов.

Какой человек страждет жить, хочет хорошо провести свои годы? Тот который хранит свой язык от зла, а уста свои от обмана
Оригинальный текст (иврит)מי האיש החפץ חיים אוהב ימים לראות טוב- נצור לשונך מרע ושפתיך מדבר מירמה
На текст данной цитаты на иврите положен известный нигун Mi Haish.

## Баалей лашон ара
Выражение баалей лашон ара буквально означает «обладатели злого языка», и оно относится к людям, которые часто говорят злословие. Серьёзный запрет на использование в речи злословия касается прежде всего того, кто делает это случайно. Того, кто привык говорить о других злословие («ты слышал», «ты уже знаешь»), называют баал лашон ара. Из-за многократного повторения злословие стало неотъемлемой частью этого человека, и его грехи гораздо более серьёзны, потому что этот человек регулярно совершает хиллул («осквернение имени Господа», Лев. 22:32). Лашон ара, рехилут и моци шем ра являются неприемлемым социальным поведением в иудаизме, потому что такое поведение отрезает человека от многих хороших вещей в окружающем мире. Часто говорят, что следует держаться подальше от людей, которые общаются на лашон ара, потому что иначе рано или поздно окажешься объектом лашон ара.

## Исключения
Бывают случаи, когда человеку разрешено (или даже требуется) раскрывать информацию независимо от того, является ли эта информация оскорбительной. Например, если намерение человека делиться негативной информацией имеет положительную, конструктивную и полезную цель, может служить предупреждением для предотвращении вреда (или несправедливости), запрет на лашон ара не применяется. Хоцаат шем ра, распространяющий ложь и дезинформацию, запрещён всегда. Даже при наличии позитивных намерений существует много важных ограничений, касающихся того, когда разрешено говорить лашон ара.

## Примеры злословия
В Библии приводятся примеры поступков праведных и нечестивых людей, нарушивших этот запрет:
- Сара, говорившая о неспособности Авраама зачать ребёнка из-за его преклонного возраста (Быт. 18:12-15).
- Иосиф доносил до отца «худые слухи» о своих братьях (Быт. 37:2).
- Мириам была осуждена Богом за злоречивые слова в адрес своего брата Моисея (Чис. 12:1—15).
- Разведчики, посланные Моисеем в Землю Израиля были наказаны за их клеветнические сведения о Святой Земле (Чис. 14:36—37).
- Царь Давид прислушивался к клевете, за что, по мнению Талмуда, его царство было разделено. (Талмуд, Шаббат 56 а, б).
- Доик (Доег) (1Цар. 22:9) и Ахитофел[29] (2Цар. 15) слушали «злословие» и были осуждены.
- Иеровоам I, царь Израиля (3Цар. 12:20) не слушал сплетни об Амосе (Амос. 7:10—11; Талмуд, Песахим 87 б) и был перечислен вместе с достойными царями Иудеи (Ос. 1:1).
- Злодея Амана считали самым искусным из всех клеветников Персии (Талмуд, Мегилла 13 б).

Еврейские законоучители перечисляют суровые наказания, которые заслуживают те, кто принимает участие в «злословии».
- Из-за них перестаёт идти дождь и они караются бедствиями (Талмуд, Таанит 7 б);
- В результате сплетен в мир приходят болезни (Талмуд, Шаббат 33 а, б);
- Говорящий унизительные слова об умершем мудреце сбрасывается в Гехинном (Талмуд, Берахот 19 а);
- Сплетники не смогут насладиться Божественным присутствием (Шехина) (Талмуд, Сота 42 а);
- Распространителя клеветы считают отрицающим Бога (Талмуд, Арахин 15 б);
- Рассказывающий или слушающий сплетни заслуживает того, чтобы быть избитым камнями (Талмуд, Арахин 15 б) или брошенным собакам (Талмуд, Песахим 118 а).

Формулировка, добавленная в конец ежедневной молитвы «Амида», содержит слова Мара, сына Рава, который, завершая свою ежедневную молитву, добавлял следующие слова: «Бог мой, удержи мой язык от зла и мои уста от произнесения лжи» (Талмуд, Берахот 17 а).

## Запрет на злословие в исламе
«О те, которые уверовали! Избегайте многих предположений, ибо некоторые предположения являются грехом. Не следите друг за другом и не злословьте за спиной друг друга. Разве понравится кому-либо из вас есть мясо своего покойного брата, если вы чувствуете к этому отвращение? Бойтесь Аллаха! Воистину, Аллах — Принимающий покаяния, Милосердный» (Коран 49:12).